# Ikeja
Ikeja es un suburbio de la ciudad de Lagos y de la capital del Estado de Lagos, siendo también una de las 774 áreas de gobierno local (autoridades administrativas locales) de Nigeria. El Aeropuerto Internacional Murtala Muhammed se encuentra allí. Antes de la aparición de un régimen militar a principios de 1980, Ikeja era un lugar bien planificado, un entorno residencial limpio y tranquilo, con centros comerciales, farmacias y áreas de reserva del gobierno. En Ikeja se ubica la Africa Shrine Femi Kuti, un lugar de música en vivo.

## Historia
Ikeja fue fundada por un cazador llamado Awori Akeja Onigorun. Hasta el día de hoy, la mayoría de los residentes en Ikeja son llamados Awori.
Johnson Solanke Tomori es importante en la historia de Ikeja. Él ha contribuido a todos los aspectos socio - culturales de Ikeja, Agidingbi, Oregun, Alausa, Ojodu, y todos los suburbios de Ikeja. Sus aportaciones se remontan a 1965, cuando trajo un mayor nivel de conciencia social a Ikeja.

## Comunidades
Algunas comunidades de la zona son:
- Oregun
- Ojodu
- Opebi
- Akiode
- Alausa
- Agidingbi
- Ikeja
- Ogba

## Computer Village

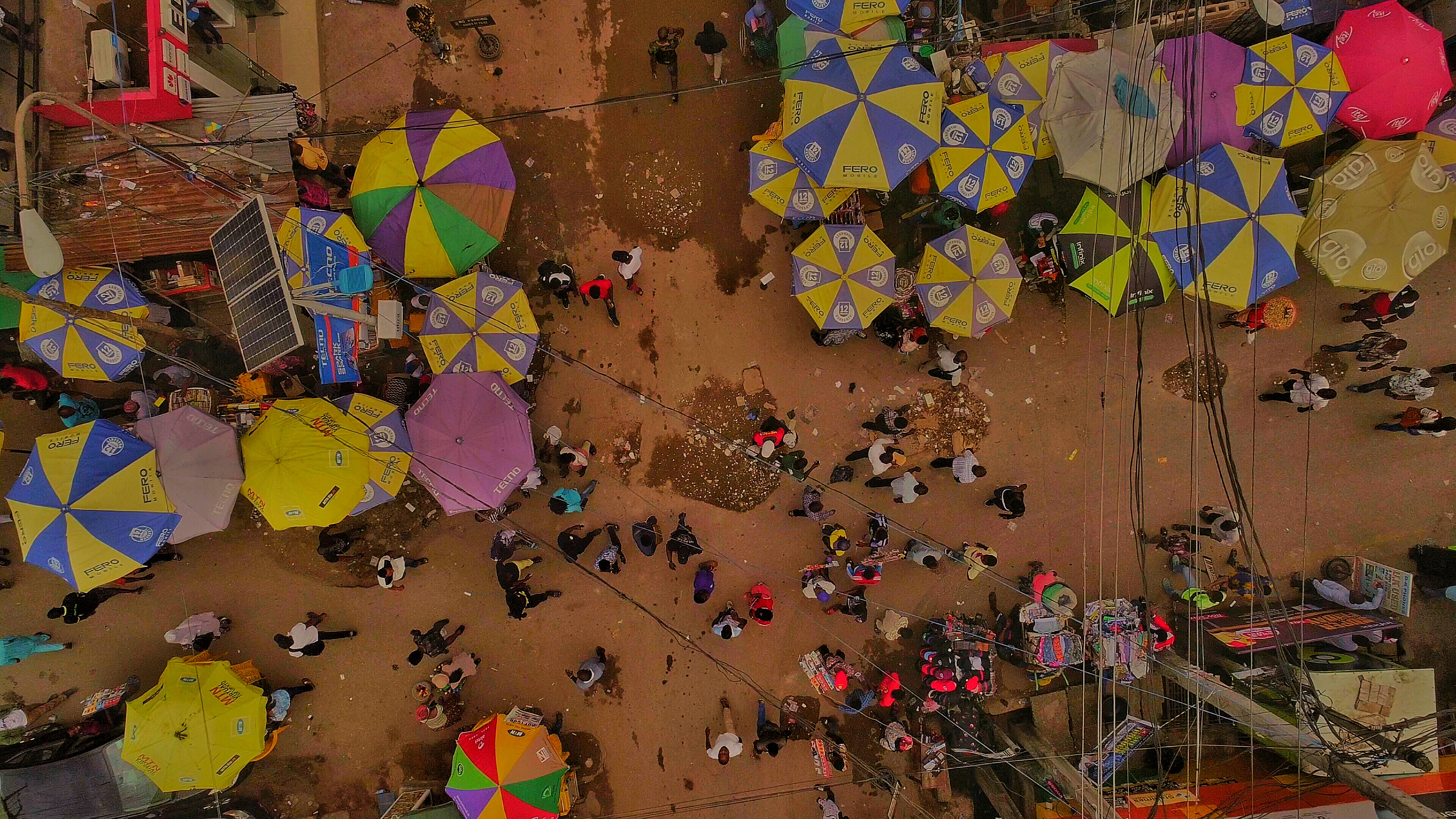
Computer Village

Es un punto de venta de computadoras, donde se vende todo tipo de ordenadores, periféricos y teléfonos móviles. Casi todos los equipos utilizados en Nigeria se han comprado allí. Se trata, no obstante, de un lugar no planificado, desorganizado e inseguro. La constante presencia en la calle de delincuentes sin escrúpulos ha hecho que el medio ambiente no sólo sea peligroso, sino caótico.

## Problemas
Una explosión en el cuartel del ejército en Lagos, el 27 de enero de 2002 causó incendios. Muchas de las personas se ahogaron en un canal cuando un puente se derrumbó durante la estampida. El número de muertos oficiales era de seiscientas personas. Gran parte de Ikeja se mantuvo intacta, sin embargo.
Se creó un fondo para proporcionar a las personas desplazadas en la tragedia. El gobierno proporcionó alimentos, ropa, vivienda y atención de la salud. El número oficial de desplazados se puso en veinte mil.
Ikeja, al igual que otros suburbios, ha sufrido de abandono por la falta de planificación y desorganización excesiva de las actividades comerciales (que incluyen el comercio callejero).